# Svinsjön, Västergötland
Svinsjön är en sjö i Borås kommun i Västergötland och ingår i Göta älvs huvudavrinningsområde.